# Masaaki Hayakawa
Masaaki Hayakawa (jap. 早川 正昭, Hayakawa Masaaki; * 7. Januar 1934 in Ichikawa, Japan; † 20. August 2024 in Mito) war ein japanischer Komponist und Dirigent.

## Leben
Masaaki Hayakawa zeigte schon früh musikalisches Talent und schrieb seine erste Komposition im Alter von sechs Jahren. Nach seinem Abschluss als „Bachelor of Science“ an der Tokyo National University of Fine Arts and Music in Tokyo, wechselte er in den Fachbereich Komposition, wo er 1960 sein Examen machte. 1961 gründete er das „Vivaldi Ensemble Tokyo“. Es folgten Konzerttourneen nach Europa. Die Aufführungen seiner eigenen Werke fanden internationale Beachtung. 1973 gewann er den „Takei Award“. 1978 ging er für einige Zeit nach Wien und München, um Barockmusik zu studieren. In München wurde er von Oktober 1978 bis September 1979 von Karl Stangenberg auf der historischen Blockflöte unterrichtet.
Hayakawa war Professor h. c. der Universität Hiroshima sowie Professor an der Seitoku-Universität. Darüber hinaus war er ständiger Dirigent des „New-Vivaldi-Ensemble“ sowie Gastdirigent verschiedener renommierter Orchester in Japan.

## Musik
Seine Kompositionen sind geprägt von der traditionellen japanischen Musik. Er verwendete jedoch europäische Kompositionstechniken und Instrumental-Besetzungen. In einigen seiner Werke findet die Shakuhachi Verwendung.

## Werke (Auswahl)
- 1960: Introduktion und Allegro für Posaunenquartett
- 1963: Drei Volkslieder in Okinawa
- 1964: Impromptu für Harfe
- 1964: Symphonie Concertante
- 1965: Marimba-Konzert
- 1968: 3 Preludes für Gitarre
- 1970: Requiem Santi für Shakuhachi und Streichorchester
- 1973: 5 japanische Volkslieder für Flöte und Streichorchester
- 1974: „Visum“ für Violine, Shakuhachi und Streicher
- 1975: 4 kleine Gedichte für Saxophonquartett und Sopran
- 1976: Violinkonzert
- 1977: Festival Ouvertüre